# Mitrastemon matudai
Mitrastemon matudai är en tvåhjärtbladig växtart som beskrevs av Yamamoto. Mitrastemon matudai ingår i släktet Mitrastemon och familjen Mitrastemonaceae. Inga underarter finns listade i Catalogue of Life.